# Eupithecia hybrida
Eupithecia hybrida là một loài bướm đêm trong họ Geometridae.